# صالح اللهيار
صالح اللهيار، لاعب كرة قدم قطري لعب سابقاً مع أندية الشمال وأم صلال والوكرة .

## روابط خارجية
- صالح اللهيار على موقع قاعدة بيانات كرة القدم.إي يو (الإنجليزية)
- صالح اللهيار على موقع Soccerway.com (الإنجليزية)